# Wimbledon-mesterskabet i herredouble 2021
Wimbledon-mesterskabet i herredouble 2021 var den 128. turnering om Wimbledon-mesterskabet i herredouble. Turneringen var en del af Wimbledon-mesterskaberne 2021 og kampene med deltagelse af 64 par blev spillet i All England Lawn Tennis and Croquet Club i London, Storbritannien i perioden 1. - 10. juli 2021.
Mesterskabet blev vundet af førsteseedede Nikola Mektić og Mate Pavić, som i finalen besejrede fjerdeseedede Marcel Granollers og Horacio Zeballos med 6-4, 7-6(5), 2-6, 7-5. Det kroatiske par vandt dermed deres ottende titel i 2021, men det var deres første grand slam-titel som makkere. De blev det første kroatiske par, der vandt Wimbledon-mesterskabet i herredouble, og det første rent kroatiske par, der vandt en grand slam-titel. Pavić vandt sin tredje grand slam-titel i karrieren, da han tidligere havde vundet Australian Open 2018 og US Open 2020 med henholdsvis Oliver Marach og Bruno Soares som makkere. Det var til gengæld Mektić' første grand slam-titel.
De forsvarende mestre fra den foregående turnering i 2019, Juan Sebastián Cabal og Robert Farah, tabte i kvartfinalen til Rajeev Ram og Joe Salisbury.
Starten på turneringen blev forsinket på grund af udbredt regnvejr på de første dage af Wimbledon-mesterskaberne 2021, og derfor blev kampene i de to første runder af herredoubleturneringen spillet bedst af tre sæt. Fra tredje runde gik man tilbage til det sædvanlige format med kampe afgjort i bedst af fem sæt.

## Pengepræmier og ranglistepoint
Den samlede præmiesum til spillerne i herredouble androg £ 2.128.000 (ekskl. per diem), hvilket var et fald på ca. 7 % i forhold til den foregående turnering i 2019.
| Resultat               | Pengepræmier | Pengepræmier | Ændring ift. 2019 | ATP-point |
| Resultat               | Pr. par      | Total        | Ændring ift. 2019 | ATP-point |
| ---------------------- | ------------ | ------------ | ----------------- | --------- |
| Vindere (1)            | £ 480.000    | £ 480.000    | −11,1 %           | 2.000     |
| Finalister (1)         | £ 240.000    | £ 240.000    | −11,1 %           | 1.200     |
| Semifinalister (2)     | £ 120.000    | £ 240.000    | −11,1 %           | 720       |
| Kvartfinalister (4)    | £ 60.000     | £ 240.000    | −10,4 %           | 360       |
| Tabere i 3. runde (8)  | £ 30.000     | £ 240.000    | −6,3 %            | 180       |
| Tabere i 2. runde (16) | £ 19.000     | £ 304.000    | 0 %               | 90        |
| Tabere i 1. runde (32) | £ 12.000     | £ 384.000    | 0 %               | 0         |
| Samlet præmiesum       | -            | £ 2.128.000  | −7,2 %            | -         |

## Turnering

### Deltagere
Turneringen havde deltagelse af 64 par, der var fordelt på:
- 57 direkte kvalificerede par i form af deres ranglisteplacering i double.
- 7 par, der havde modtaget et wildcard (markeret med WC).

#### Seedede spillere
De 16 bedst placerede af deltagerne på ATP's verdensrangliste pr. 21. juni 2021 blev seedet:
| Seedning | Rangering | Rangering | Spillere                              | Resultat        |
| Seedning | Sum       | Ind.      | Spillere                              | Resultat        |
| -------- | --------- | --------- | ------------------------------------- | --------------- |
| 1        | 4         | 3 1       | Nikola Mektić Mate Pavić              | Mestre          |
| 2        | 8         | 6 2       | Pierre-Hugues Herbert Nicolas Mahut   | Anden runde     |
| 3        | 9         | 5 4       | Juan Sebastián Cabal Robert Farah     | Kvartfinalister |
| 4        | 17        | 10 7      | Marcel Granollers Horacio Zeballos    | Finalister      |
| 5        | 17        | 8 9       | Ivan Dodig Filip Polášek              | Anden runde     |
| 6        | 23        | 12 11     | Rajeev Ram Joe Salisbury              | Semifinalister  |
| 7        | 35        | 22 13     | Jamie Murray Bruno Soares             | Anden runde     |
| 8        | 35        | 17 19     | Łukasz Kubot Marcelo Melo             | Kvartfinalister |
| 9        | 41        | 20 21     | Kevin Krawietz Horia Tecău            | Anden runde     |
| 10       | 41        | 14 27     | Wesley Koolhof Jean-Julien Rojer      | Første runde    |
| 11       | 48        | 33 15     | Henri Kontinen Édouard Roger-Vasselin | Anden runde     |
| 12       | 54        | 38 16     | Tim Pütz Michael Venus                | Første runde    |
| 13       | 57        | 29 28     | Sander Gillé Joran Vliegen            | Første runde    |
| 14       | 69        | 23 46     | Raven Klaasen Ben McLachlan           | Kvartfinalister |
| 15       | 72        | 41 31     | Marcus Daniell Philipp Oswald         | Anden runde     |
| 16       | 75        | 43 32     | Max Purcell Luke Saville              | Tredje runde    |

#### Wildcards
Syv par modtog et wildcard til turneringen.
| Spillere                            | Resultat     |
| ----------------------------------- | ------------ |
| Liam Broady Ryan Peniston           | Første runde |
| Jay Clarke Marius Copil             | Første runde |
| Lloyd Glasspool Harri Heliövaara    | Tredje runde |
| Alastair Gray Aidan McHugh          | Anden runde  |
| Stuart Parker James Ward            | Første runde |
| Luke Johnson Anton Matusevich       | Første runde |
| Petros Tsitsipas Stefanos Tsitsipas | Første runde |

### Resultater

#### Kvartfinaler, semifinaler og finale
| Nikola Mektić |
| Mate Pavić    |

| Łukasz Kubot |
| Marcelo Melo |

| Nikola Mektić |
| Mate Pavić    |

| Juan Sebastián Cabal |
| Robert Farah         |

| Rajeev Ram    |
| Joe Salisbury |

| Rajeev Ram    |
| Joe Salisbury |

| Nikola Mektić |
| Mate Pavić    |

| André Göransson |
| Casper Ruud     |

| Marcel Granollers |
| Horacio Zeballos  |

| Marcel Granollers |
| Horacio Zeballos  |

| Marcel Granollers |
| Horacio Zeballos  |

| Simone Bolelli  |
| Máximo González |

| Simone Bolelli  |
| Máximo González |

| Raven Klaasen |
| Ben McLachlan |

#### Første, anden og tredje runde
| Nikola Mektić |
| Mate Pavić    |

| Jonathan Erlich     |
| Andrej Vasiljevskij |

| Nikola Mektić |
| Mate Pavić    |

| Alex de Minaur |
| Matt Reid      |

| Alex de Minaur |
| Matt Reid      |

| Luke Johnson     |
| Anton Matusevich |

| Nikola Mektić |
| Mate Pavić    |

| Tomislav Brkić |
| Nikola Ćaćić   |

| Tomislav Brkić |
| Nikola Ćaćić   |

| Jegor Gerasimov    |
| Yoshihito Nishioka |

| Tomislav Brkić |
| Nikola Ćaćić   |

| Jay Clarke   |
| Marius Copil |

| Marcus Daniell |
| Philipp Oswald |

| Marcus Daniell |
| Philipp Oswald |

| Wesley Koolhof    |
| Jean-Julien Rojer |

| Lloyd Glasspool  |
| Harri Heliövaara |

| Lloyd Glasspool  |
| Harri Heliövaara |

| Roman Jebavý |
| Jiří Veselý  |

| Alastair Gray |
| Aidan McHugh  |

| Alastair Gray |
| Aidan McHugh  |

| Lloyd Glasspool  |
| Harri Heliövaara |

| Sander Arends    |
| Matwé Middelkoop |

| Łukasz Kubot |
| Marcelo Melo |

| Andre Begemann |
| Jürgen Melzer  |

| Sander Arends    |
| Matwé Middelkoop |

| Nathaniel Lammons |
| Jackson Withrow   |

| Łukasz Kubot |
| Marcelo Melo |

| Łukasz Kubot |
| Marcelo Melo |

| Juan Sebastián Cabal |
| Robert Farah         |

| Lu Yen-Hsun |
| David Pel   |

| Juan Sebastián Cabal |
| Robert Farah         |

| Aleksandr Bublik     |
| Aleksandr Nedovjesov |

| Rafael Matos    |
| Thiago Monteiro |

| Rafael Matos    |
| Thiago Monteiro |

| Juan Sebastián Cabal |
| Robert Farah         |

| Stuart Parker |
| James Ward    |

| Max Purcell  |
| Luke Saville |

| Luke Bambridge |
| Dominic Inglot |

| Luke Bambridge |
| Dominic Inglot |

| John Peers      |
| Jordan Thompson |

| Max Purcell  |
| Luke Saville |

| Max Purcell  |
| Luke Saville |

| Tim Pütz      |
| Michael Venus |

| Matthew Ebden      |
| John-Patrick Smith |

| Matthew Ebden      |
| John-Patrick Smith |

| Ariel Behar     |
| Gonzalo Escobar |

| Ariel Behar     |
| Gonzalo Escobar |

| Hugo Nys     |
| Jonny O'Mara |

| Ariel Behar     |
| Gonzalo Escobar |

| Radu Albot           |
| Nikoloz Basilashvili |

| Rajeev Ram    |
| Joe Salisbury |

| Márton Fucsovics  |
| Stefano Travaglia |

| Márton Fucsovics  |
| Stefano Travaglia |

| Laslo Đere     |
| Gianluca Mager |

| Rajeev Ram    |
| Joe Salisbury |

| Rajeev Ram    |
| Joe Salisbury |

| Ivan Dodig    |
| Filip Polášek |

| Norbert Gombos |
| Pedro Martínez |

| Ivan Dodig    |
| Filip Polášek |

| Petros Tsitsipas   |
| Stefanos Tsitsipas |

| Jaume Munar    |
| Cameron Norrie |

| Jaume Munar    |
| Cameron Norrie |

| Jaume Munar    |
| Cameron Norrie |

| André Göransson |
| Casper Ruud     |

| André Göransson |
| Casper Ruud     |

| Feliciano López |
| Marc López      |

| André Göransson |
| Casper Ruud     |

| Salvatore Caruso     |
| A. Davidovich Fokina |

| Kevin Krawietz |
| Horia Tecău    |

| Kevin Krawietz |
| Horia Tecău    |

| Sander Gillé  |
| Joran Vliegen |

| Oliver Marach        |
| Aisam-ul-Haq Qureshi |

| Oliver Marach        |
| Aisam-ul-Haq Qureshi |

| Lloyd Harris   |
| Alexei Popyrin |

| Lloyd Harris   |
| Alexei Popyrin |

| Austin Krajicek |
| Tennys Sandgren |

| Oliver Marach        |
| Aisam-ul-Haq Qureshi |

| Ken Skupski  |
| Neal Skupski |

| Marcel Granollers |
| Horacio Zeballos  |

| Liam Broady   |
| Ryan Peniston |

| Ken Skupski  |
| Neal Skupski |

| Dušan Lajović |
| Ivan Sabanov  |

| Marcel Granollers |
| Horacio Zeballos  |

| Marcel Granollers |
| Horacio Zeballos  |

| Jamie Murray |
| Bruno Soares |

| Nicholas Monroe |
| Vasek Pospisil  |

| Jamie Murray |
| Bruno Soares |

| Andrej Golubev |
| Robin Haase    |

| Andrej Golubev |
| Robin Haase    |

| Marcelo Demoliner |
| Santiago González |

| Andrej Golubev |
| Robin Haase    |

| Filip Krajinović |
| Matej Sabanov    |

| Simone Bolelli  |
| Máximo González |

| Simone Bolelli  |
| Máximo González |

| Simone Bolelli  |
| Máximo González |

| Rohan Bopanna |
| Divij Sharan  |

| Henri Kontinen         |
| Édouard Roger-Vasselin |

| Henri Kontinen         |
| Édouard Roger-Vasselin |

| Raven Klaasen |
| Ben McLachlan |

| Andrés Molteni   |
| Andrea Vavassori |

| Raven Klaasen |
| Ben McLachlan |

| Romain Arneodo |
| Igor Zelenay   |

| Ričardas Berankis |
| Dominik Koepfer   |

| Ričardas Berankis |
| Dominik Koepfer   |

| Raven Klaasen |
| Ben McLachlan |

| Jérémy Chardy  |
| Fabrice Martin |

| Jérémy Chardy  |
| Fabrice Martin |

| Federico Delbonis |
| Artem Sitak       |

| Jérémy Chardy  |
| Fabrice Martin |

| Facundo Bagnis       |
| Albert Ramos-Viñolas |

| Pierre-Hugues Herbert |
| Nicolas Mahut         |

| Pierre-Hugues Herbert |
| Nicolas Mahut         |